# Spektakel
Als  Spektakel (lateinisch spectaculum = Schauspiel, Augenweide, Anblick, auch Krach, Lärm) bezeichnet man allgemein ein Ereignis, das Aufsehen erregt.

## Begriffsverwendung

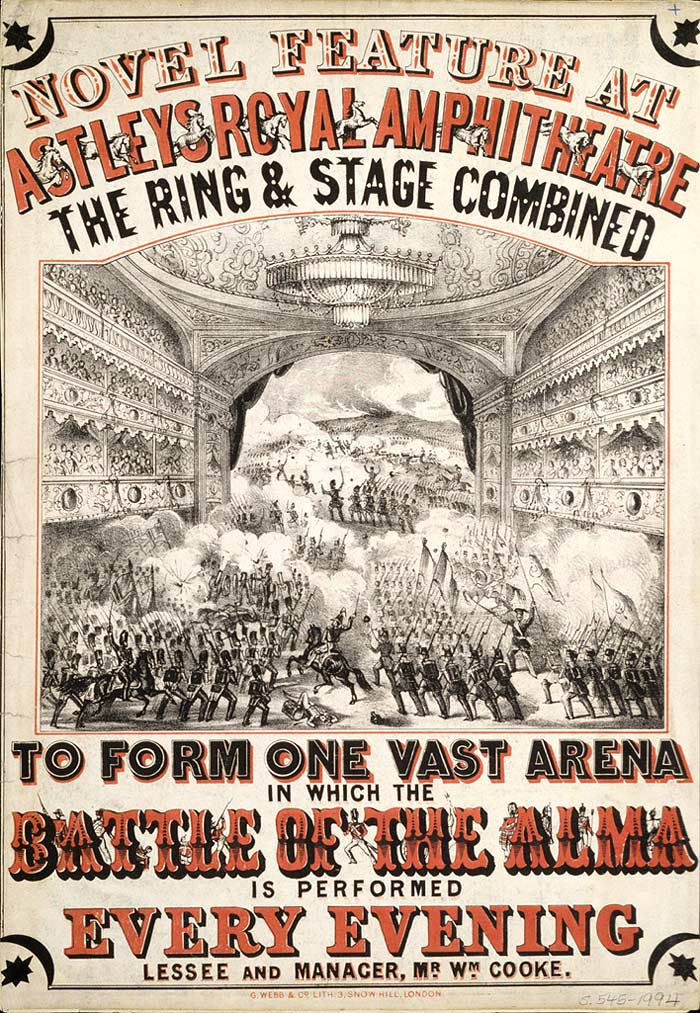
Ein „Hippodrama“ in Astley's Amphitheatre London 1854

Der Begriff „Spektakel“ ist für Ereignisse mit seichtem oder befremdlichem Charakter negativ besetzt, aber für bemerkenswert unterhaltsame Ereignisse durchaus auch positiv. Wird ein Ereignis als „spektakulär“ bezeichnet, wird die Publikumswirksamkeit positiv gelobt, ohne negativen Unterton. So bezeichnet werden z. B. Events, Festlichkeiten oder Inszenierungen, die vor allem auf Sinnesreize für ein Publikum abzielen, zum Beispiel Feuerspektakel, Medienspektakel etc.

## Geschichte
Als Spektakel werden Inszenierungen bezeichnet, die seit dem Barock, zum Beispiel als Son et lumière, zunächst exklusiv und seit dem ausgehenden 18. Jahrhundert auch verstärkt beim Volk populär waren und die Schaulust des Publikums bedienten. Jahrmarktstheater boten als Volkstheater nicht nur Spektakel- und Ausstattungsstücke, sondern auch lebende Bilder oder Vorstellungen von Pferdetheatern und Wandermenagerien, um die Neugier des Publikums fürs Ungewöhnliche zu befriedigen.

## Kritik
Der französische Situationist und Filmemacher Guy Debord hat 1967 ein für die Neue Linke einflussreiches Werk mit dem Titel Die Gesellschaft des Spektakels verfasst, in dem er das Spektakel des Konsums in westlichen Gesellschaften, aufbauend auf der Analyse des Warenfetischismus, aus einer neomarxistischen Perspektive heraus kritisiert. Eine ähnlich kritische Position vertritt Theodor W. Adorno mit seinem Konzept der Kulturindustrie.